# Geologia de Venus
La geologia de Venus ofereix característiques superficials impressionants, que contrasten tant per la seva bellesa com per la seva raresa (figura 1). La major part del que sabem, actualment, sobre la seva superfície prové d'observacions de radar -principalment- mitjançant les imatges enviades per la sonda Magallanes (Magellan) des del 16 d'agost del 1990 fins a finalitzar la seva cobertura fotogràfica en el tercer cicle de mapatge, el dia 14 de setembre del 1992, quan la nau va tenir algunes anomalies. En total, es mapà el 98% de la superfície venusiana, del qual el 22% correspon a imatges estèreos.
La superfície de Venus, coberta per una densa atmosfera (figura 2), presenta clara evidència d'una activitat volcànica molt activa en el passat: volcans en escut i volcans composts com els que es troben a la Terra.
No obstant això, a diferència de la Lluna, Mart o Mercuri, que han sofert un intens període de craterització, Venus té una baixa densitat de cràters d'impacte, però sí que en presenta alguns d'una grandària mitjana a una de gran, i això s'explica per la densa atmosfera del planeta, que n'ha desintegrat els meteorits de menor envergadura.
Altres de les característiques extraordinàries del planeta són allò que, per la seva aparença es diuen coronae (en llatí, «corones») i altres figures conegudes com a aracnoides per la seva semblança als aràcnids. També s'hi troben llargs rius de lava, evidència d'erosió eòlica i d'un tectonisme important que, en el seu conjunt, fan de la superfície de Venus una de les més complexes (figura 3).

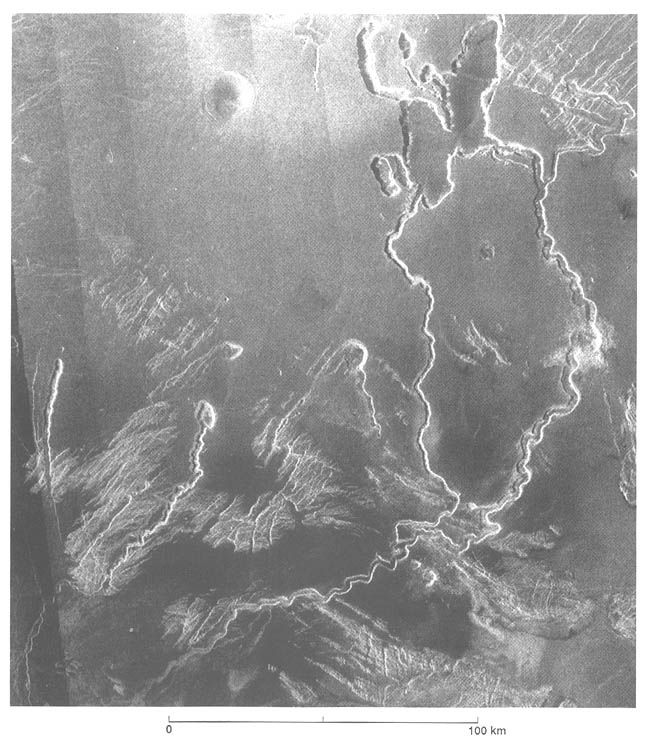
Figura 3: la complexa superfície de Venus.

Malgrat que Venus és el planeta més proper a la Terra -uns 40 milions de quilòmetres en conjunció inferior- i té una gran similitud amb la Terra, tota semblança hi és externa: cap sonda no ha pogut sobreviure més d'unes quantes hores sobre la seva superfície a causa que la pressió atmosfèrica n'és unes 90 vegades la de la Terra, a més, la temperatura ronda els 450 °C, la qual és, en gran manera, ocasionada per l'efecte d'hivernacle (figura 4), proveït per una atmosfera constituïda, principalment, de diòxid de carboni (96,5%).

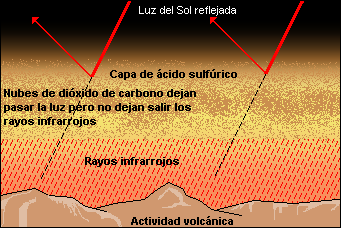
Figura 4: efecte d'hivernacle a Venus.

Les observacions de sondes espacials i les realitzades des de la Terra amb telescopis mostren que el patró en forma de I que generen els núvols es deu al fet que les capes superiors es desplacen al voltant del planeta una vegada cada 4 dies, la qual cosa suggereix la presència de vents de fins a 500 km/h, per la qual cosa es creu que és un important factor en la modificació del terreny.

## El coneixement de la superfície de Venus abans de la missió Magellan
Després de la Lluna, Venus va ser el segon objecte del sistema solar a ser explorat per radars de la Terra. Els primers estudis se'n van realitzar el 1961, mitjançant el sistema d'antenes de la Xarxa d'Espai Profund, pertanyents a l'Estació Goldstone de la NASA. En les següents conjuncions inferiors, Venus va ser observat tant pels radars de Goldstone com pels de l'Observatori d'Arecibo del Centre Nacional d'Astronomia i Ionosfera. Els estudis duts a terme van ser anàlegs al mesurament del temps dels trànsits meridians, la qual cosa va permetre comprendre, el 1963, que la rotació de Venus era retrògrada, és a dir, que gira sobre el seu propi eix en sentit oposat a la direcció del moviment orbital. Els radars també van permetre determinar que la rotació de Venus era de 243,1 dies sobre el seu eix, el qual està gairebé perpendicular respecte al seu pla orbital. També es va establir que el radi del planeta era de 6.052 km, uns 70 km menys que el que s'havia estipulat amb els telescopis terrestres.
L'interès de les característiques geològiques de Venus es va veure impulsat amb el refinament de les tècniques d'imatges durant el període del 1970-1985. Els primers estudis de radar simplement suggerien que la superfície de Venus era més compactada que la polsegosa superfície de la Lluna. Les primeres imatges de radar preses des de la Terra mostraven un planeta amb regions molt brillants, que van rebre el nom d'Alfa, Beta, i Maxwell; amb la millora de les imatges de radar, la qualitat de resolució va arribar fins a un nivell d'1-2 quilòmetres.
Des del començament de l'era espacial, Venus va ser considerat com una destinació segura per a futurs aterratges. Cada oportunitat de llançament es va espaiar en períodes de 19 mesos i, des de 1962 fins a 1985, s'hi van utilitzar totes les oportunitats, primer enviant naus de reconeixement.
El 1962, la Mariner 2 va volar sobre Venus, i va ser el primer objecte fet pels humans a transmetre reeixidament dades des d'un altre planeta. El 1965, la Venera 3 va xocar contra la seva superfície i va esdevenir, així, la primera sonda espacial a arribar a una superfície planetària. El 1967, la Venera 4 es va convertir en la primera sonda a enviar dades des de l'interior de l'atmosfera venusiana i, finalment, el 1970, la sonda Venera 7 va completar el primer aterratge sobre Venus.
Al febrer del 1974, la sonda Mariner 10 va sobrevolar Venus en el seu camí de trobada amb Mercuri, i va fotografiar l'atmosfera ultraviolada venusiana, a més de realitzar amb èxit altres estudis atmosfèrics.
El 1975, la Venera 9 va transmetre les primeres imatges de la superfície de Venus i va dur a terme un experiment de rajos gamma sobre les roques del lloc d'aterratge. Més tard, el mateix any, la Venera 10 n'enviaria altres imatges de la superfície.
El 1978, la Pioneer 12 (també coneguda com a Pioneer Venus) va volar sobre Venus i va completar els primers mapes d'altimetria i gravetat en franges situades dins de les latituds de 78 a 63 graus. Les dades d'altimetria tenien una precisió de 100 metres.
La Pioneer Venus va llançar quatre sondes dins de l'atmosfera venusiana i va permetre, al costat de les dades de les sondes anteriors, determinar que la temperatura de Venus era d'aproximadament d'uns 460 °C i que la pressió atmosfèrica era unes 90 vegades més intensa que la de la Terra. D'aquesta manera, es confirmaven els càlculs obtinguts per les anàlisis de radioemissió que havien estat realitzats amb anterioritat per les sondes espacials. El 1981, la Venera 13 va enviar-ne la primera imatge en color de la superfície (figura 5) i hi va dur a terme una anàlisi de la fluorescència dels rajos X en una mostra excavada. En total, la sonda va romandre uns 127 minuts sobre l'abrasadora superfície de Venus. Tot un rècord. També en 1981, el lander (mòdul d'aterratge) de la Venera 14 va detectar possibles moviments sísmics a l'escorça del planeta.
El 1983, els orbitadors Venera 15 i 16 van fer un pas més important en el treball començat per la Pioneer Venus Orbiter, en adquirir imatges de radar i dades d'altimetria de major precisió sobre les latituds nord del planeta. Les imatges tenien una resolució d'1-2 quilòmetres, comparables a les millors obtingudes amb radars terrestres. Les dades d'altimetria tenien un factor de resolució superior equivalent a 4 del de la Pioneer. El 1985, amb l'eufòria del cometa 1P/Halley, els soviètics van llançar-hi dos mòduls d'aterratge Vega. Els landers 1 i 2 van deixar anar cadascun un globus d'heli a una altura de 50 km sobre la superfície de Venus i, així, van poder estudiar la dinàmica de la seva atmosfera en la seva secció més activa.
Totes aquestes sondes van contribuir a l'adquisició de dades necessàries per a aconseguir l'èxit de la sonda Magellan, amb la qual es van conèixer els aspectes més íntims de la geologia de Venus.

## Magallanesestudia la geologia de Venus
Llançada el 4 de maig del 1989 a bord del transbordador Atlantis, la sonda Magallanes (o Magellan, en anglès) va ser posada en òrbita terrestre fins al moment en què el motor de la seva etapa superior inercial li donés l'embranzida necessària per a situar-la en una trajectòria de transferència cap a Venus. El 10 d'agost, la Magellan va arribar a Venus, i va començar a prendre'n imatges en radar. A cada dia va completar 7,3 òrbites d'imatges de Venus. Cada òrbita tenia una franja de cobertura de 20 a 25 quilòmetres d'amplària i uns 70.000 km de llargària. La cobertura de tot el planeta va requerir 1.800 franges d'imatges, les quals es van combinar en un mosaic per produir una imatge coherent.

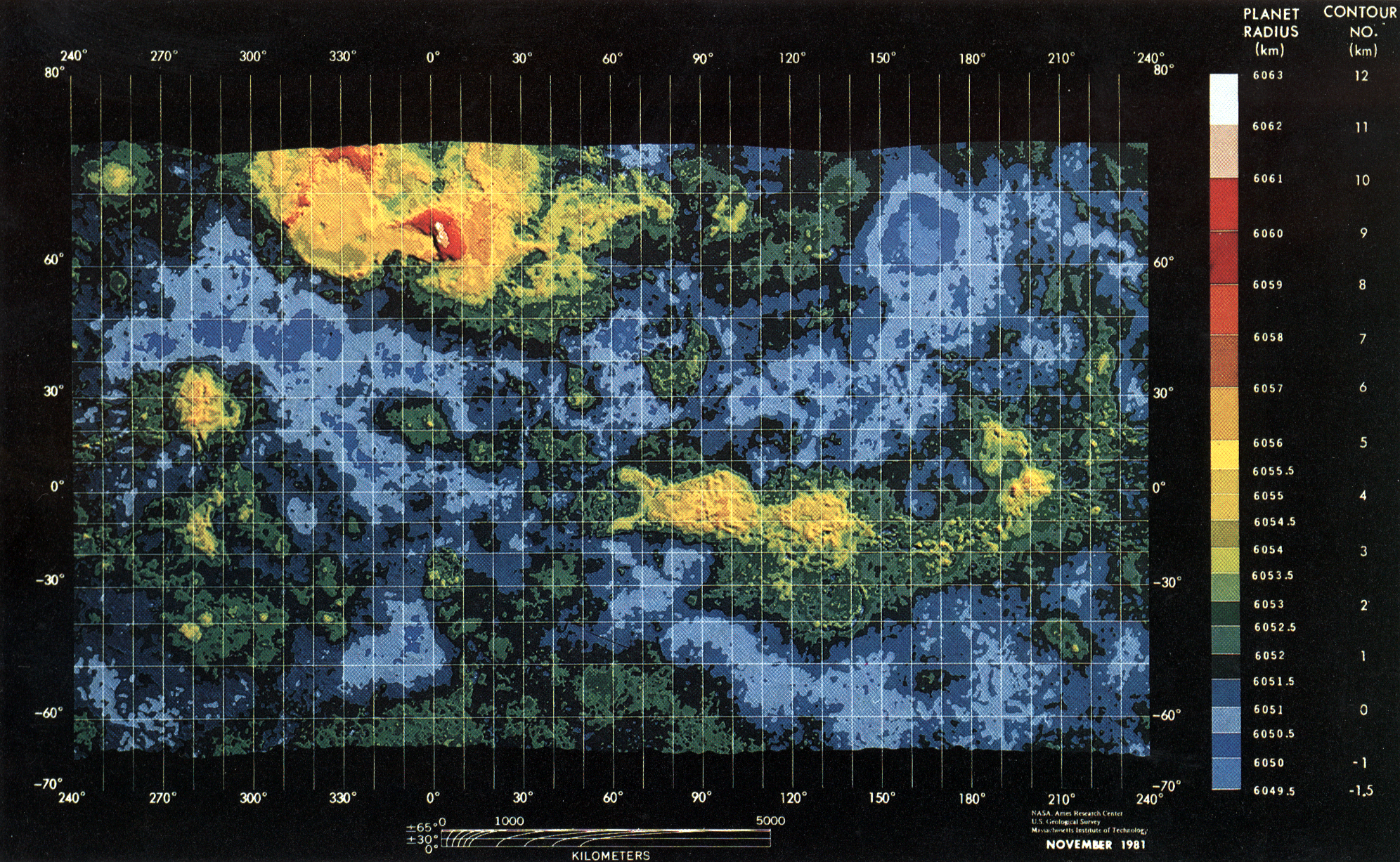
Figura 6: mapa de Venus realitzat per la sonda Pioneer Venus.

Les primeres imatges de Venus van ser rebudes el 16 d'agost de 1990 i les operacions de mapatge rutinari van començar el 15 de setembre del 1990. El primer cicle de mapatge (cicle 1) va durar 243 dies terrestres, el temps que li costa a Venus girar sobre el seu propi eix sota el pla orbital de la nau. El cicle 1 va acabar reeixidament el 15 de maig del 1991, i va aconseguir fer el mapatge del 84% de la superfície venusiana.
Immediatament després de la primera etapa de mapatge, va seguir-hi el cicle 2, que va durar fins al 15 de gener de 1992. En aquest segon cicle, el mapatge de la superfície va ser fet amb una inclinació d'observació dreta per a compensar la inclinació esquerra utilitzada durant el cicle 1. Aquestes tècniques d'observació amb radar van permetre als científics determinar les alçades de certs patrons geogràfics.
El cicle 3 havia d'acabar el 14 de setembre del 1992, però es va haver d'avançar-se un dia a causa de problemes amb l'equip de bord. En total, es va aconseguir una cobertura de radar del 98% de la superfície de Venus, amb el 22% de les imatges en estèreo.
Les imatges proveïdes per la sonda Magellan són les més nítides que es disposa de Venus i la seva quantitat és major a la produïda per totes les naus anteriors.
El cicle 5 es va dedicar a la recopilació de dades de la gravetat i va acabar el 24 de maig del 1993. El cicle 5 i 6 van ser dedicats a la recopilació de dades de la gravetat amb major precisió; per això, la sonda Magellan va ser situada en una òrbita circular més baixa. L'òrbita més baixa i segura a Venus se situa a uns 200 km sobre la superfície. El procediment es va dur a terme amb aerofrenat, una tècnica mitjançant la qual la nau va disminuir la velocitat per ser atreta per la gravetat del planeta i, d'aquesta manera, ser frenada lentament per la fricció amb l'atmosfera, i disminuir l'apoapsi. Aquesta maniobra es va dur a terme des del final del cicle 4 fins a principis d'agost del 1993.
El 12 d'octubre del 1994, quan es va programar que la nau es capbussés en l'atmosfera de Venus per a estudiar-ne la dinàmica, els controladors de la Terra en van perdre el contacte. L'endemà, Magellan s'havia cremat en l'atmosfera de Venus, i havia completat la seva missió amb èxit.

## Característiques de la superfície
Amb la invenció del telescopi, Venus es va convertir en l'objecte més interessant de les observacions òptiques. En el passat, molts astrònoms havien assegurat veure marques fosques en la capa de núvols que l'envolta; uns altres han dit que, fins i tot, havien pogut veure part de la superfície en buits de núvols. Molts astrònoms, també, asseguraven haver-hi vist punts brillants en llocs determinats del disc del planeta, i suggerien que es tractava d'una enorme muntanya el cim de la qual sobrepassava els núvols més alts. Tal és el cas de J. H. Schroeter, un respectat observador i col·laborador de William Herschel, que va informar sobre les observacions fetes el 1788 i el 1790. La descripció del seu informe deia que es tractava d'una muntanya prominent situada en el terminador que separa a l'hemisferi il·luminat del fosc. Malgrat la controvèrsia, aquesta observació ha estat molt citada al llarg del temps.
La realitat n'és una altra: la superfície de Venus és bastant plana. El 93% de la topografia mapada per les sondes Pioneer Venus van trobar que el total de la superfície (des dels punts més baixos als més alts) s'espaiaven en uns 13 km, mentre que, a la Terra, la diferència entre les conques oceàniques i l'Himàlaia és una franja de 20 km.
D'acord amb les dades d'altimetria de les Pioneer Venus, prop del 51% de la superfície està situada dins dels 500 metres del radi mitjà de 6.051,9 km; només el 2% de la superfície està situada a elevacions majors als 2 km sobre el radi mitjà.
L'experiment d'altimetria de la sonda Magallanes va confirmar la planor
 general del paisatge. En les dades de la sonda, el 80% de la topografia rau en un marge d'1 km del radi mitjà. Les elevacions més importants es troben a les cadenes muntanyenques que envolten el Lakshmi Planum, com ara: les muntanyes Maxwell (11 km), les muntanyes Akna (7 km) i les muntanyes Freyja (7 km). Malgrat el paisatge relativament pla de Venus, les dades d'altimetria també van trobar grans plans inclinats, tal és el cas del flanc sud-oest de la muntanya Maxwell, que en algunes parts sembla estar inclinat uns 45°. Altres inclinacions de 30° es van registrar a la muntanya Danu i la regió de l'est del Thetis Regi.

### Divisions de Venus
Sobre la base de les dades d'altimetria de les sondes Pioneer Venus, la topografia del planeta està dividida en tres províncies topogràfiques: terres baixes, planícies de deposició i terres altes.
Les dades de Magellan donen suport a aquestes divisions. Les províncies més importants de les terres altes són Aphrodite Terra, Ishtar Terra, Lada Terra, a més de les regions de Beta, Phoebe i Themis. Les regions Alpha, Bell, Eistla i Telhus formen un conjunt de terres altes de menor importància.

## Cràters d'impacte
Amb l'estudi dels radars situats a la Terra, va ser possible identificar alguns patrons topogràfics relacionats amb cràters i, en els anys següents, amb les sondes Venera 15 i 16, se'n van identificar gairebé 150 de probable origen d'impacte. Amb la Magellan, gràcies a una cobertura global, es van identificar prop de 900 cràters d'impacte. Aquesta xifra és molt baixa considerant la superfície del planeta. La diferència, en aquest sentit, respecte a Mercuri, la Lluna i Mart -a més de diverses llunes dels planetes exteriors-, que tenen una superfície molt castigada per un intens procés de craterizació, és que Venus ha contingut una densa atmosfera i un procés tectònic -en el passat- que ha ajudat a filtrar els meteorits i n'ha eliminat els més petits.

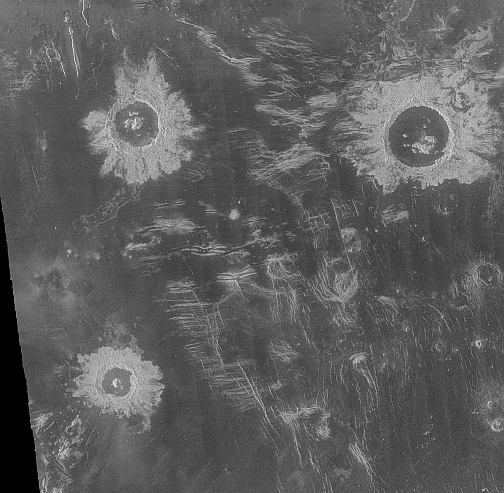
Figura 7: cràters Danilova, Aglaonice i Saskja.
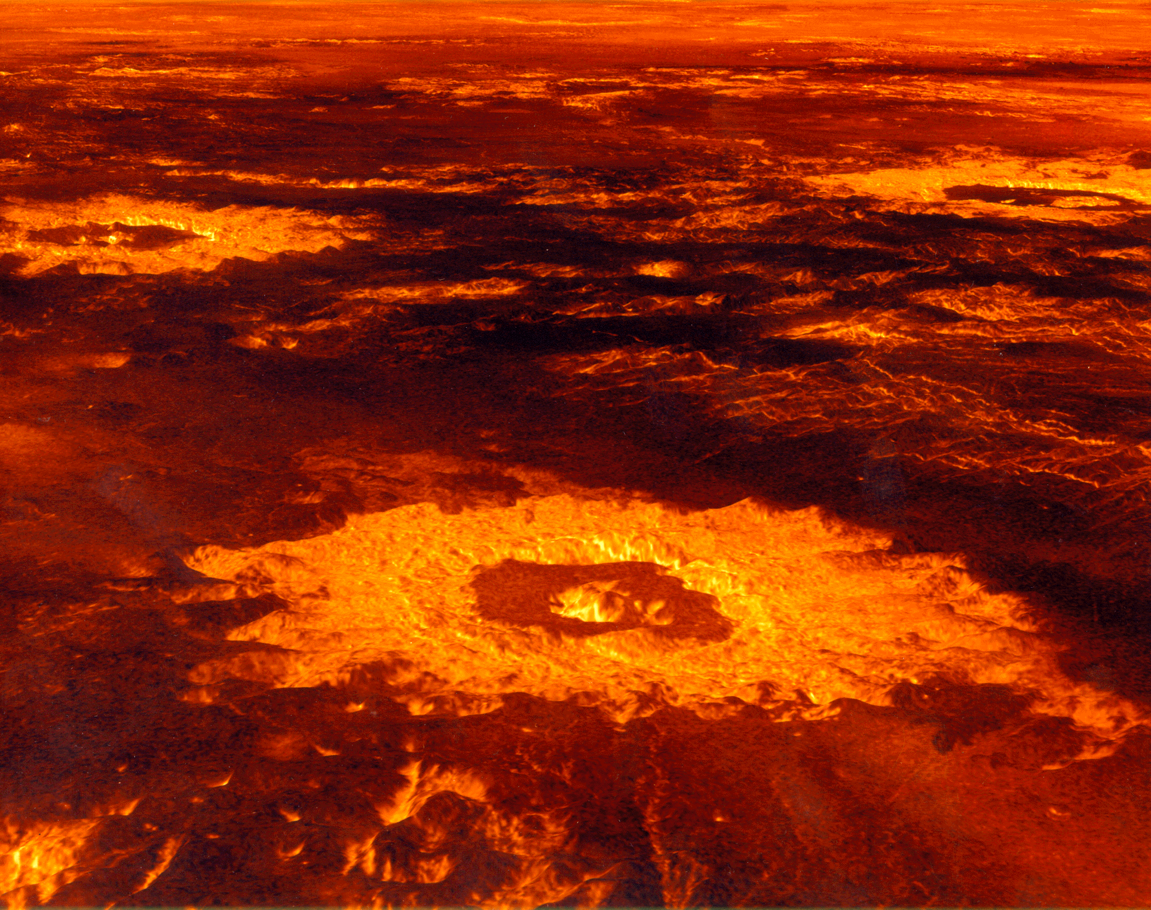
Figura 8: cràter Danilova en relleu.

Les dades de les Veneres i Magellan coincideixen: hi ha molt pocs cràters de diàmetre inferior als 30 km, i les dades de la Magellan van revelar l'absència de cràters menors als 2 km de diàmetre. Els cràters de Venus presenten peculiaritats úniques: en primer lloc, semblen ser relativament nous i no semblen haver sofert la deterioració que es produeix per la meteorització. Els cràters d'impacte presenten grans colades volcàniques de color clar en el radar -d'alta reflexió-, cosa que demostra que són joves (figures 7 i 8).
L'anàlisi de les imatges dels cràters d'impacte, la seva superposició, distribució i densitat en la superfície -entre altres característiques- són molt importants per a conèixer la història geològica del planeta.

## Volcans

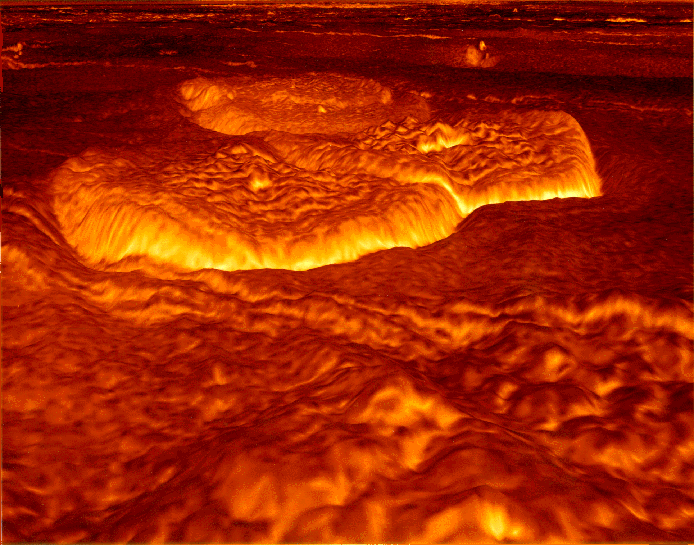
Figura 9: imatge de doms en relleu.

La transferència de material calent des de l'interior d'un planeta al seu exterior constitueix el principal procés per a la pèrdua de calor. La calor interna prové de quatre processos:
- Calor provinent de l'acreció original del planeta o lluna.
- Calor produïda per la desintegració d'elements radioactius a l'interior del planeta.
- Calor que resulta del moviment intern del planeta.
- Calor que es produeix per les interaccions de marea de masses adjacents.

A la Terra, hi ha una combinació de factors que donen origen a la pèrdua de calor; en el cas d'alguns cossos com les llunes de Júpiter, la força gravitacional d'Europa i Ío produeix enormes moviments de marea que donen lloc als volcans més actius del sistema solar.
Malgrat que Venus té una gran semblança a la Terra, sembla que els processos de tectònica de plaques, que són molt actius a la Terra, no existeixen a Venus; no obstant això, es creu que el 80% dels accidents geogràfics de la seva superfície estan relacionats amb un tipus de procés volcànic.
Les diferències es troben en els dipòsits volcànics. En molts casos, el vulcanisme està localitzat amb una font determinada i els dipòsits s'organitzen al voltant d'aquesta font. Aquest tipus de vulcanisme rep el nom de vulcanisme centralitzat, en el qual es formen volcans, a més d'altres formes geogràfiques estranyes.
El segon tipus de vulcanisme no és radial o centralitzat, sinó que abasta àrees molt extenses del planeta amb colades volcàniques. Aquestes erupcions són catalogades com a tipus fluid.
S'ha comprovat que la presència de volcans menors de 20 km en diàmetre són molt abundants sobre Venus i poden arribar-ne a un nombre de centenars de milers i fins a milions. La seva aparença és la de doms, però en realitat tenen una semblança als volcans en escut. Aquests volcans tenen entre 1 i 15 km de diàmetre i menys d'1 km d'altura. És freqüent trobar grups de centenars d'aquests volcans en àrees que es diuen camps d'escut (figura 10).
A la Terra, els volcans són principalment de dos tipus: volcans en escut i cons composts o estrat-volcans. Els volcans en escuts com els hawaians; reben magma de les profunditats de la Terra en unes zones anomenades hot espots (punts calents). El tipus de lava d'aquests volcans és relativament fluida i permet la fuita de gasos. Els volcans composts, com la muntanya Saint Helens i la muntanya Pinatubo, estan associats a les plaques tectòniques. En aquest tipus de volcans, l'aigua de l'escorça oceànica baixa al costat de la placa que llisca cap a la zona de subducció sota l'escorça terrestre i, d'aquesta manera, en facilita una millor fosa i produeix una lava més viscosa, que dificulta la sortida dels gasos; és per això que els volcans composts tenen erupcions violentes.
A Venus, la morfologia (amb colades volcàniques grans i primes), l'absència de tectònica de plaques i aigua, fan que els volcans se semblin als de Hawaii. No obstant això, la grandària dels volcans de Venus és diferent: a la Terra els volcans en escut poden tenir desenes de quilòmetres d'ample i només fins a 8 km d'altura -Mauna Lloa, si es considera la seva base situada al jaç marí-; a Venus, l'amplitud d'aquests volcans arriba a cobrir centenars de quilòmetres, però són bastant camusos, amb una altura mitjana d'1,5 km. El volcà més alt del planeta Venus és el Maat Mons, que mesura 8 km per sobre del radi principal del planeta i es troba en les coordenades 0.9° Nord 194.5° Est.

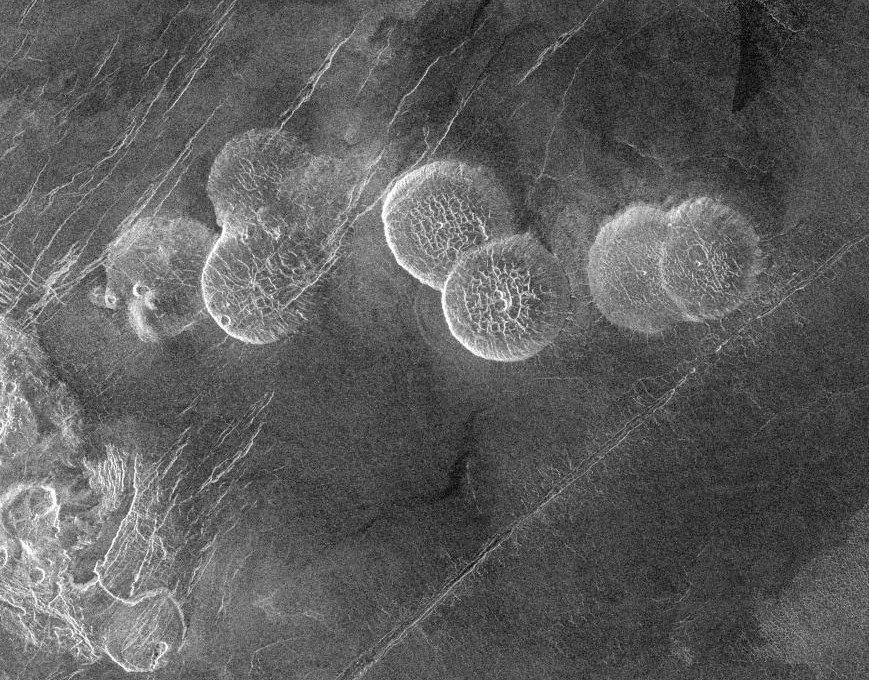
Figura 11: doms panqueques a l'Alpha Regi.

Els doms de Venus són entre 10 i 100 vegades més amplis que els terrestres, i en el radar exhibeixen fractures que indiquen que han estat formats per la tensió creada per l'ascens de lava viscosa a l'interior de l'escorça, o per l'enfonsament de la cambra magmàtica. Aquests doms massius reben el nom informal de doms panqueques i en general, estan associats amb les coronae i les tesserae. La seva presència és una forta evidència de l'existència de laves de composició química evolucionada (figura 9 i 11).
Altres característiques úniques en són l'existència de noves (novae) i aracnoides.

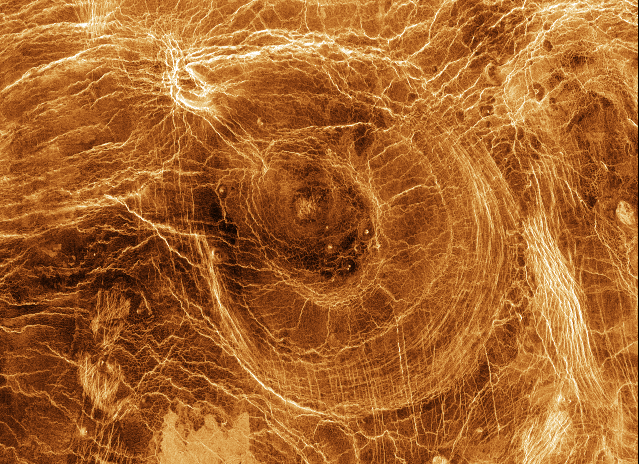
Figura 12: aracnoide situat a 40,0°, 18,0°.

La formació de les noves es dona quan grans quantitats de magma arriben fins a la superfície sense erupcionar, i hi formen dics extrusius que són brillants en les imatges del radar. Aquests dics s'organitzen en alineaments simètrics, que en denoten l'àrea d'aixecament, encara que també s'hi pot produir una depressió causada per la subsidència del material magmàtic. Si tals alineaments, siguin aquests gravins o crestes, s'irradien des d'un punt central, reben el nom de noves -nom usat per a emfasitzar la semblança amb la figura d'un estel que ha explotat-. S'hi han identificat prop de 50 d'aquestes estructures.
Quan els alineaments de gravins, fissures, i crestes, s'estenen diversos radis des de la circumferència d'un punt central, reben el nom d'aracnoides, indicatiu de la seva aparença. S'hi van identificar prop de 250 aracnoides.

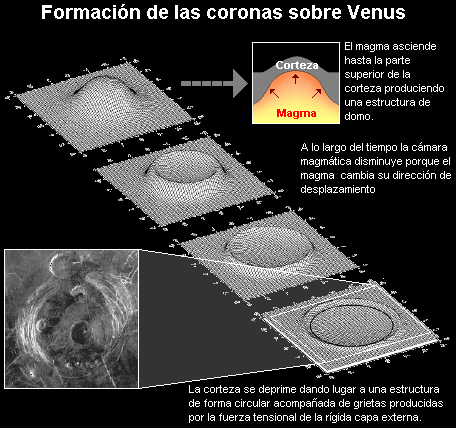
Formació de corones sobre Venus.

## Tectonisme

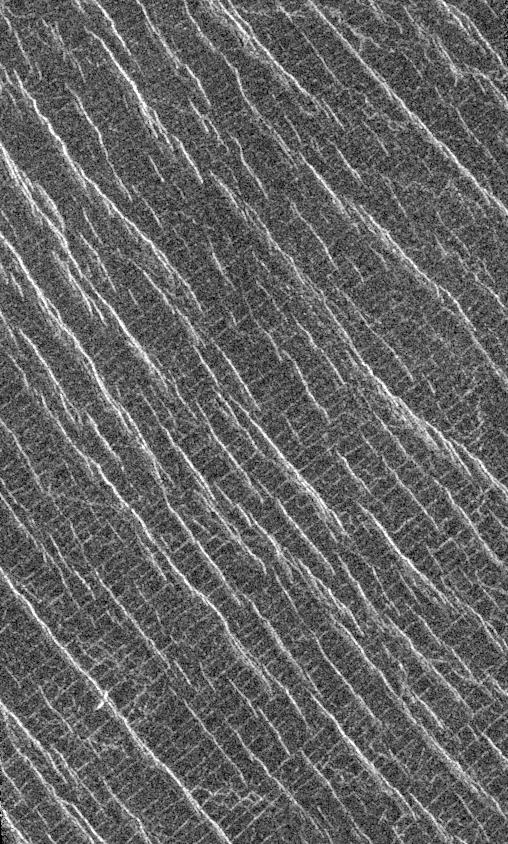
Figura 13: Àrea deformada per l'extensió i compressió del terreny a Guinevere Planitia

Venus no presenta indicis de tectònica de plaques. No obstant això, la seva superfície sí que presenta diversos patrons geogràfics associats amb processos tectònics que, a través del moviment fluid de l'interior del planeta, han generat terrenys amb falles, plegaments, volcans, grans muntanyes, fosses rift i la compressió i extensió de la superfície (figura 13).
L'activa tectònica de Venus ha generat cinturons muntanyencs plegats, fosses rift i terrenys d'estructures complicades, anomenats tesserae (en grec, tessera significa "rajola"), els quals presenten múltiples episodis de compressió i deformació tensional.
A diferència del cas terrestre, la deformació sobre Venus es creu que està relacionada directament amb les forces dinàmiques dins del mantell fluid del planeta. Els estudis gravitacionals suggereixen que Venus manca d'astenosfera, una zona de baixa viscositat que, a la Terra, facilita el moviment de les plaques tectòniques del mantell. L'absència d'aquesta capa suggereix que la deformació de la superfície de Venus pot ser interpretada en termes de moviments convectors a l'interior del planeta.
La deformació tectònica de Venus s'evidencia en una varietat d'escales, les més petites identificades estan relacionades amb fractures lineals o falles. En moltes zones, aquestes falles presenten un alineament paral·lel en forma de xarxa. També s'hi troben petites crestes muntanyenques discontínues, semblants a les oposades a la Lluna i Mart. La presència de tectònica extensiva manifesta l'existència de falles normals -on la roca sobre el pla de la falla s'enfonsa respecte a la roca sobre aquesta-, i fractures superficials. Les imatges del radar mostren que aquest tipus de deformació, en general, està concentrada en cinturons situats en zones equatorials i d'altes latituds al sud del planeta. Aquestes zones abasten centenars de quilòmetres d'amplària i semblen estar enllaçades per tot el planeta, formant una estructura global associada amb l'aparició de volcans.
Els rifts venusians, formats per l'extensió de la litosfera, són depressions de desenes a centenars de metres d'amplària i amb extensions de fins a 1.000 km, com alguns de la Terra. Els rifts en Venus, en general, s'associen amb grans elevacions volcàniques amb forma de doms, com a Beta Regi, Atla Regi i la part occidental d'Eistla Regi. Aquestes terres altes semblen ser el resultat d'enormes plomes (corrents d'elevació) del mantell que hi han causat l'elevació, fractures, creació de falles i vulcanisme.
La cadena muntanyenca més alta de Venus, la muntanya Maxwell a l'Ishtar Terra, va ser formada per un procés de compressió, extensió i moviments laterals. Un altre tipus d'accident geogràfic oposat a les terres baixes consisteix en cinturons lineals situats a distàncies molt properes, que s'eleven en diversos quilòmetres sobre la superfície amb amplituds de centenars de quilòmetres i longituds de milers de quilòmetres. Hi ha dues concentracions importants d'aquests cinturons: l'un se situa a la plana Lavinia, a altes latituds de l'hemisferi sud, i el segon es troba adjacent a la plana Atalanta, a les altes latituds de l'hemisferi nord.
Les tesserae, que són terrens de crestes complexes, es troben fonamentalment a Aphrodite Terra, Alpha Regi, Tellus Regi i a la part oriental d'Ishtar Terra ("Fortuna"). Aquestes regions contenen la superposició i corts de gravins de diferents unitats geològiques, la qual cosa significa que són les parts més antigues del planeta.
Alguns científics creuen que les tesserae poden ser anàlogues als continents terrestres. Uns altres suposen que són regions produïdes per un mantell en moviment descendent, que va provocar-hi fractures i plegaments, per a formar una espessa escorça basàltica o llocs d'antigues plomes del mantell, que van crear grans volums de lava sobre la superfície de Venus.

## Camp magnètic

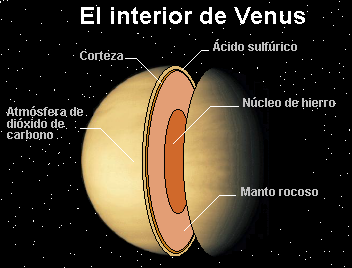
Secció de l'interior de Venus.

Perquè un planeta posseeixi un camp magnètic és necessari que estigui format per un nucli de ferro líquid com a resultat dels moviments de rotació que produeixen la seva fosa.
Malgrat que Venus té un nucli de ferro, el planeta no registra la presència d'un camp magnètic. Una de les raons en pot ser el peculiar moviment de rotació. Una rotació tan lenta (uns 243 dies terrestres) és probablement la raó de la seva absència; d'una altra manera, no n'hi hauria explicació.

## Corrents de lava i canals
A diferència de les colades volcàniques terrestres, a Venus aquestes es produeixen a una escala superior. Els fluxos de lava venusians aconsegueixen sovint longituds de centenars de quilòmetres i, fins i tot, més de 1.000 en la seva longitud total. L'amplitud d'aquests fluxos pot arribar d'uns pocs fins a algunes desenes de quilòmetres.
Encara no se sap per què les colades volcàniques de Venus són tan grans. Les elevades temperatures de 475 °C que regnen a Venus disminueixen la velocitat de refredament de les laves, però no pas prou per presentar aquesta diferència en longitud pel que fa a les colades volcàniques terrestres.
Les colades volcàniques de Venus semblen ser, en la seva majoria, de composició basàltica; per tant, relativament més fluides. Dins de les laves basàltiques, a la Terra se'n coneixen de dos tipus: lava aa i lava cordada. La lava aa presenta una textura rugosa en forma de petits blocs fragmentats. La lava cordada, com el seu nom indica, es presenta com una capa de cordes o d'estil encoixinat.
La rugositat del terreny s'hi representa en la lluentor de les imatges del radar -les superfícies més suaus són més fosques- i serveixen per determinar les diferències de les laves aa i les cordades. Aquestes variacions també poden reflectir les diferències en edat i l'estat de preservació. Els canals i els tubs de lava -canals que s'han refredat i s'ha creat un sostre al damunt- són molt comuns a Venus.
La major part dels camps de fluxos estan associats a volcans. Els volcans centrals estan envoltats per extenses colades volcàniques que formen l'edifici del volcà. D'altra banda, també es relacionen amb cràters de fissura, corones, densos cúmuls de doms volcànics, cons, pous i canals.
Gràcies a la Magellan, es van identificar més de 200 canals i complexos de valls. Els canals van ser classificats com a canals simples, canals complexos o canals composts.
Els canals simples es caracteritzen per estar formats per un llarg i únic canal principal. La categoria inclou els rills similars als observats a la Lluna, i un nou tipus anomenat canali, que corresponen a canals individuals molt llargs, que mantenen la seva amplitud al llarg de la seva longitud. El canali més llarg que ha estat identificat té una longitud de més de 7.000 km.
Els canals complexos inclouen xarxes anastomosades, a més de xarxes de distribució. Aquest tipus de canals ha estat observat en associació amb diversos cràters d'impacte i en importants inundacions de lava associades a camps de flux molt importants.
Els canals composts estan constituïts per segments simples i complexos. El major d'aquests canals presenta una xarxa anastomosada i pujols modificats com les presents a Mart.
Malgrat els innombrables cràters oposats en la seva superfície, no s'han trobat indicis que l'aigua en fos l'origen. De fet, no hi ha evidència que l'aigua fos estable en els últims 600 milions d'anys en l'atmosfera i superfície de Venus, que té entre 200 i 600 milions d'anys.
Pel que fa a la formació dels espectaculars canals, hi ha dos candidats: lava i els fluids de les dejeccions d'impacte. Les característiques d'aquests corrents de lava són molt inusuals; tal vegada, la calenta superfície de Venus hi ajudi a l'erosió tèrmica. D'altra banda, és probable que hi hagi fluids de lava amb molt baixa viscositat, com basalts amb un alt contingut de ferro i magnesi o, fins i tot, laves de sulfur o carbonat. La interacció de les dejeccions d'impacte ha creat grans fluids que s'estenen per centenars de quilòmetres i tenen morfologies típiques de canals.

## Processos superficials
A Venus no hi ha aigua i, per tant, l'únic procés erosiu probable és la interacció produïda per l'atmosfera amb la superfície. Aquesta interacció es fa present en les dejeccions dels cràters d'impacte, els quals han estat expulsats al llarg de la superfície. Els materials excavats durant l'impacte d'un meteorit són aixecats fins a la part superior de l'atmosfera, on els vents els transporten en direcció oest i, a mesura que la dejecció es diposita a la superfície, va formant patrons parabòlics (figura 14). Aquest tipus de dipòsits pot establir-se en diverses unitats geològiques o colades volcàniques i, per tant, són les estructures més joves del planeta. Les imatges de la Magellan revelen l'existència de més de 60 d'aquests dipòsits parabòlics associats amb cràters d'impacte.

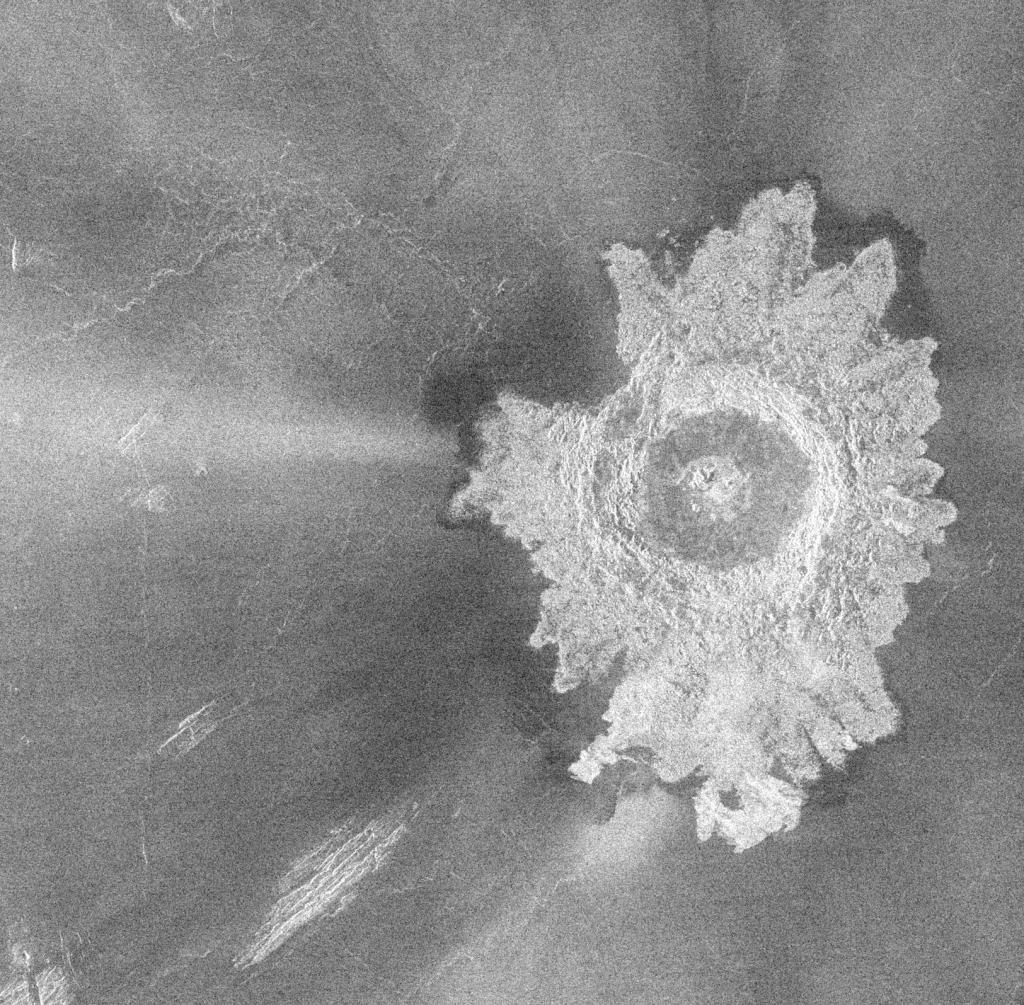
Figura 14: cràter Adivar i els dipòsits del material dejectat.

El material de les dejeccions transportat pel vent és el responsable del procés de renovació de la superfície, amb velocitats, d'acord amb mesuraments de les sondes Venera, d'aproximadament 1 metre per segon. Donada la densitat de l'atmosfera inferior de Venus, els vents són més que suficients per provocar l'erosió de la superfície i el transport de material de gra fi. A les regions cobertes per dipòsits de dejeccions, es poden trobar línies de vent, dunes i yardangs. Les línies de vents es formen quan aquest bufa les partícules de les dejeccions i les cendres dels volcans dipositades sobre obstacles topogràfics, com els doms. Com a conseqüència, el sotavent dels doms està exposat a l'impacte de petits grans que remouen la capa superficial, exposant el material inferior amb diferents característiques de rugositat -amb diferents característiques en el radar- si se les compara amb el sediment format.
Les dunes es formen per la deposició de partícules de la grandària de grans de sorra, i tenen formes ondades. Els yardangs es formen quan el material transportat pel vent esculpeix els fràgils dipòsits i hi produeix profunds solcs.
Els patrons lineals del vent associats amb cràters d'impacte segueixen una trajectòria en direcció cap a l'equador. Aquesta tendència suggereix la presència d'un sistema de circulació de cèl·lules Hadley dins les latituds mitjanes i equatorials. Les dades del radar de la Magellan confirmen l'existència de forts vents que bufen cap a l'est, a la part superior de la superfície de Venus, i de vents meridionals en la superfície.

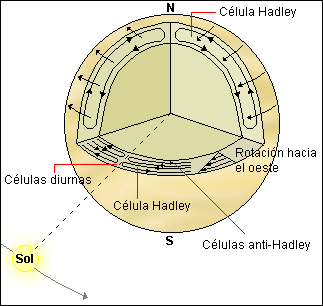
Sistema de circulació atmosfèrica a Venus.

El procés de meteorització a Venus ha actuat durant els últims centenars de milions d'anys. S'hi pot observar la superposició de colades volcàniques. Les més antigues, cobertes per les més recents, presenten diferents intensitats de reflexió en el radar. Les més antigues reflecteixen menys que les planícies que les envolten. Les dades de la Magellan mostren que les colades volcàniques més recents tenen una semblança a les de tipus de lava aa i les cordades. No obstant això, les colades volcàniques més antigues són més fosques i s'assemblen als dipòsits de les regions àrides de la Terra que han sofert els efectes de la meteorització.
La causa de l'erosió química i mecànica de les antigues colades volcàniques de lava és atribuïda a reaccions de la superfície amb l'atmosfera sota la presència de diòxid de carboni i diòxid de sulfur. Aquests dos gasos hi són el primer i el tercer més abundants, respectivament; el segon més abundant és el nitrogen inert. Probablement, les reaccions inclouen la deterioració dels silicats mitjançant el diòxid de carboni per a produir carbonats i quars, i pel diòxid de sulfur que produeix anhidrita (sulfat de calci) i diòxid carboni.
Una de les característiques més interessants de les imatges del radar és la disminució de la reflexió a mesura que l'altura augmenta, i exhibeix valors extremadament baixos per sobre del radi de prop de 6.054 km. Aquest canvi es relaciona amb una disminució en l'emissivitat. Aquest patró de reflexió ha d'estar relacionat amb la disminució de la temperatura a mesura que l'altitud augmenta.
Hi ha diverses hipòtesis que expliquen les característiques inusuals de la superfície de Venus. Una idea és que la superfície consisteix en sòl solt amb buits de forma esfèrica, que produeixen una eficient reflexió en el radar. Una altra idea és que la superfície no és suau i que està coberta per un material que té una constant dielèctrica extremadament alta. Una altra teoria diu que la capa d'un metre sobre la superfície està formada per lamel·les d'un material conductiu, com la pirita.

Finalment, un model recent hi suposa l'existència d'una petita proporció d'un mineral ferroelèctric.

Els minerals ferroelèctrics exhibeixen una propietat única a elevades temperatures; la constant dielèctrica hi mostra un abrupte increment i, a mesura que la temperatura continua augmentant, la constant dielèctrica torna als seus valors normals. Els minerals que podrien explicar aquest comportament sobre la superfície de Venus serien la perovskita i els piroclors.
Malgrat aquestes teories, l'existència de minerals ferroelèctrics sobre Venus no ha estat confirmada. Només l'exploració in situ permetrà dilucidar-ne els enigmes que han quedat sense resoldre.